# Taghiyoullah Mohamed Denna
Taghiyoullah Mohamed Denna (Nouadhibou, 15 giugno 1986) è un calciatore mauritano, centrocampista del Cansado Nouadhibou.